# Sojuz MS-23
Sojuz MS-23 – misja statku Sojuz do Międzynarodowej Stacji Kosmicznej, która pierwotnie planowana była jako załogowa. Po awarii (14 grudnia 2022) statku Sojuz MS-22 i ograniczonej możliwości powrotu ze stacji dotychczasowej załogi, zapadła decyzja że załoga Sojuza MS-22 wróci na Ziemię statkiem Sojuz MS-23 który poleci do ISS w trybie automatycznym. Z kolei Sojuz MS-22 wróci na Ziemię bez załogi.
Start z kazachskiego Bajkonuru planowany był na 20 lutego 2023 r. Pierwotny start został przesunięty o cztery dni.

## Pierwotny scenariusz

### Załoga podstawowa pierwotnego scenariusza
- Oleg Kononienko (5. lot) – dowódca statku kosmicznego (Rosja, Roskosmos)
- Nikołaj Czub (1. lot) – inżynier pokładowy (Rosja, Roskosmos)
- Loral O’Hara (1. lot) – inżynier pokładowa (USA, NASA)